# José Ángel Carmona
José Ángel Carmona Navarro (El Viso del Alcor, Sevilla, 29 de enero de 2002) es un futbolista español que juega en la demarcación de defensa para el Sevilla F. C. de la Primera División de España.

## Trayectoria
Tras formarse como futbolista en las categorías inferiores del Sevilla F. C., finalmente en 2020 debutó con el segundo equipo el 15 de enero de 2020 contra el Yeclano Deportivo, encuentro que ganó por 1-0 el equipo murciano. El 13 de marzo de 2022 debutó con el primer equipo en La Liga contra el Rayo Vallecano en un partido que finalizó con un resultado de empate a uno tras el gol de Bebé para el Rayo, y de Thomas Delaney para el Sevilla. Su debut en la Liga Europa se produjo el 17 de marzo de 2022 contra el West Ham United F. C.
El 10 de septiembre de 2022 marcó por primera vez con el Sevilla, consiguiendo un doblete ante el R. C. D. Espanyol. Al participar dando la asistencia al otro gol de su equipo, se convirtió en el jugador más joven de la historia de La Liga en actuar en tres goles de su equipo en un mismo partido.
En el mercado invernal de la temporada 2022-23 se marchó cedido con opción a compra al Elche C. F. Debutó la semana de su cesión contra el Cádiz C.F.. El primer gol con el club ilicitano lo marcó el 22 de enero, en su segundo partido, para empatar a uno con Osasuna.
La siguiente campaña acumuló otra cesión en el Getafe C. F. Marcó el primer gol con el equipo madrileño en su primera titularidad. Al final de temporada regresó al Sevilla F. C. tras no ser ejercida la opción de compra.

## Selección nacional
Fue convocado para la concentración de la selección sub-19 para jugar la Eurocopa de 2021, pero finalmente no se jugó debido a la pandemia de COVID-19. También jugó con la selección sub-21, en la que debutó en un amistoso contra la selección japonesa.

## Clubes
Actualizado al último partido disputado el 16 de agosto de 2024.
| Club                  | País   | Año       | Partidos | Goles |
| --------------------- | ------ | --------- | -------- | ----- |
| Sevilla Atlético      | España | 2020-2022 | 36       | 0     |
| Sevilla F. C.         | España | 2022-2023 | 17       | 2     |
| Elche C. F. (cedido)  | España | 2023      | 9        | 1     |
| Getafe C. F. (cedido) | España | 2023-2024 | 32       | 1     |
| Sevilla F. C.         | España | 2024-     | 1        | 0     |